# Szeląg (Łukta)
Szeląg (deutsch Eckschilling) ist ein Ort in der polnischen Woiwodschaft Ermland-Masuren. Er gehört zur Gmina Łukta (Landgemeinde Locken) im Powiat Ostródzki (Kreis Osterode in Ostpreußen).

## Geographische Lage
Szeląg liegt an der Nordwestecke des Szeląg Wielki (deutsch Schilling-See) im Westen der Woiwodschaft Ermland-Masuren, acht Kilometer nördlich der Kreisstadt Ostróda (deutsch Osterode in Ostpreußen).

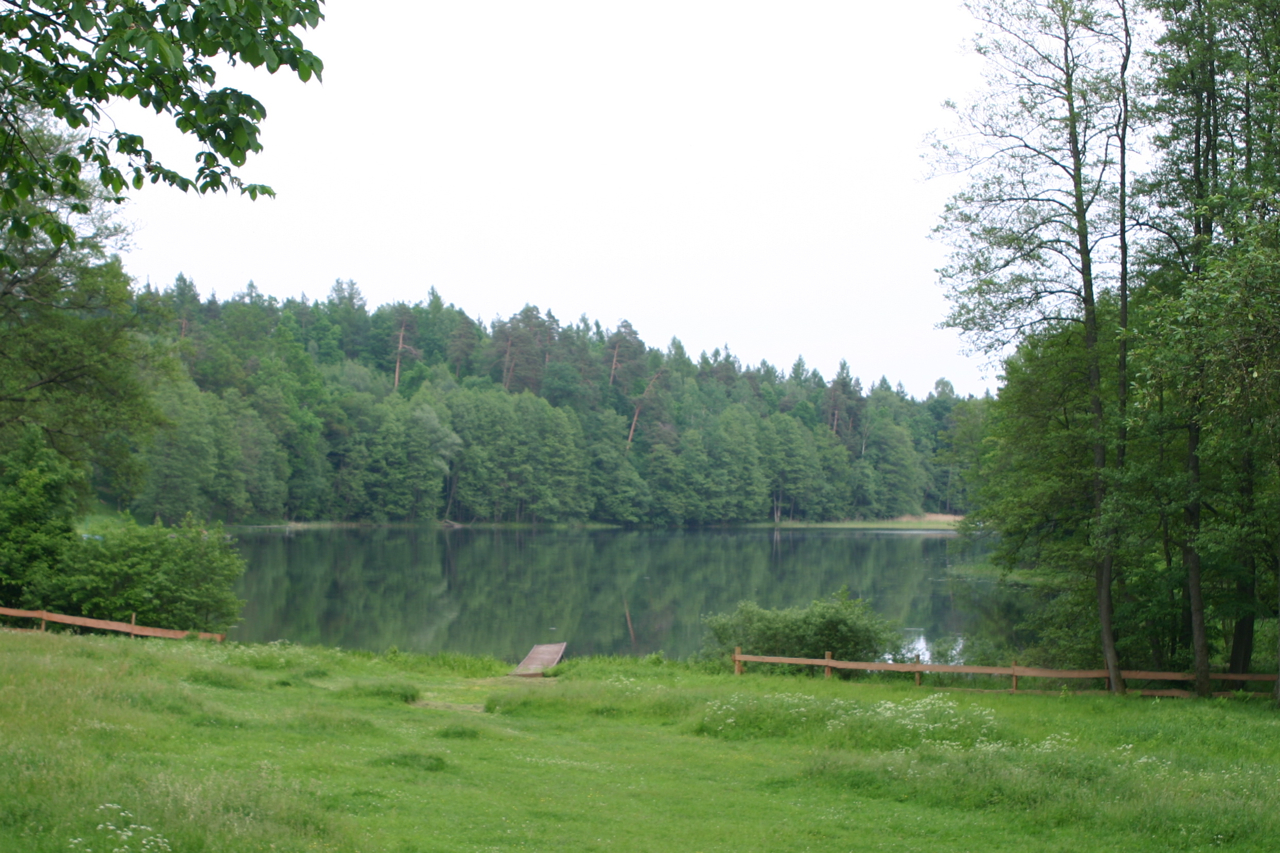
Der Jezioro Szeląg Wielki (Nordabschnitt des ehemaligen Schilling-Sees)

## Geschichte
Der Weiler Eckschilling war vor 1945 Standort einer zum Staatsforst Taberbrück gehörenden Försterei und ein Ortsteil von Taberbrück (polnisch Tabórz).
In Kriegsfolge kam das Forstamt 1945 mit dem gesamten südlichen Ostpreußen zu Polen. Eckschilling erhielt die polnische Namensform „Szeląg“ und ist heute – eingegliedert in das Schulzenamt (polnisch Sołwectwo) Tabórz – eine Ortschaft im Verbund der Landgemeinde Łukta (Locken) im Powiat Ostródzki (Kreis Osterode in Ostpreußen), bis 1998 der Woiwodschaft Olsztyn, seither der Woiwodschaft Ermland-Masuren mit Sitz in Olsztyn (Allenstein) zugehörig.

## Kirche
Bis 1945 war Eckschilling in die evangelische Kirche Osterode in Ostpreußen in der Kirchenprovinz Ostpreußen der Kirche der Altpreußischen Union, außerdem in die römisch-katholische Kirche Osterode eingepfarrt.
Heute gehört Szeląg katholischerseits zur Pfarrei Ostróda im Erzbistum Ermland. Ostróda ist auch der Pfarrort für die evangelischen Kirchenglieder und gehört zur Diözese Masuren der Evangelisch-Augsburgischen Kirche in Polen.

## Verkehr
Szeląg liegt an der verkehrsreichen Woiwodschaftsstraße 530, die die Städte Ostróda und Dobre Miasto (Guttstadt) miteinander verbindet. Außerdem endet eine von Zawroty (Schwenkendorf) über Ruś (Reußen) kommende Nebenstraße in Szeląg.
Eine Anbindung an den Bahnverkehr besteht nicht.